# 8164 Andreasdoppler
8164 Andreasdoppler (1990 UO3) là một tiểu hành tinh vành đai chính được phát hiện ngày 16 tháng 10 năm 1990 bởi E. W. Elst ở Đài thiên văn Nam Âu.